# Pseudoceros scriptus
Espèce
Pseudoceros scriptus une espèce de vers plats polyclades marins du genre Pseudoceros et de la famille des Pseudocerotidae.

## Description
Cette espèce mesure jusqu'à 6 cm.
Le corps est ovale et allongé. Les pseudo-tentacules sont bien déterminés sur la partie antérieure, formés chacun par un large pli du bord externe du corps. Les taches oculaires sont regroupées et au nombre d'environ 40 récepteurs. Le pharynx est formé de plis élaborés. L'espèce présente un unique organe reproducteur mâle.
La livrée peut varier d'un individu à l'autre notamment au niveau de la densité des « tirets » sombres, mais globalement elle se caractérise par une teinte de fond crème au centre du corps se dégradant en blanc vers le bord externe. La bordure périphérique du corps est matérialisée par un liseré orange vif.

## Écologie et comportement

### Éthologie
Ce ver plat est benthique et diurne ; il se déplace à vue sans crainte d'être pris pour une proie.

### Alimentation
Pseudoceros scriptus se nourrit exclusivement d'ascidies coloniales.

## Habitat et répartition

### Répartition
Cette espèce se rencontre dans la zone tropicale indo-pacifique, de l'Indonésie aux Philippines.

### Habitat
Son habitat est la zone récifale externe sur les sommets ou sur les pentes.

## Systématique
Le nom valide complet (avec auteur) de ce taxon est Pseudoceros scriptus Newman & Cannon, 1998.

### Étymologie
L’épithète latin scriptus, écriture, provient du motif dorsal distinct de cette espèce ressemblant à une écriture manuscrite.